# Переплётная крышка
Переплётная кры́шка — основная часть переплёта книги, изготовленная из цельного листа картона или из картонных сторонок, оклеенных покровным переплётным материалом, бумагой с отпечатанным изображением. Соединяется с книжным блоком при помощи форзацев.